# Phytomyza flavinervis
Phytomyza flavinervis este o specie de muște din genul Phytomyza, familia Agromyzidae, descrisă de Frost în anul 1924.
Este endemică în Texas. Conform Catalogue of Life specia Phytomyza flavinervis nu are subspecii cunoscute.